# 市川・船橋戦争
市川・船橋戦争（いちかわ・ふなばしせんそう）とは、慶応4年閏4月3日（明治元年・1868年5月24日）に行われた戊辰戦争における戦闘の一つである。船橋の戦いとも呼ばれる。
佐倉街道沿いの下総国市川・船橋を巡って、新政府軍と江原鋳三郎が率いる撒兵隊（さっぺいたい）の分隊を中心とした旧幕府軍との間で行われた。江戸城無血開城後の南関東地方における最初の本格的な戦闘（上野戦争は同年5月15日）であり、新政府側にとっては旧幕府軍の江戸奪還の挫折と関東諸藩を新政府への恭順に動かした点での意義は大きい。

## 旧幕府軍の江戸脱出
4月11日（5月3日）、江戸城の新政府への明け渡しと前将軍徳川慶喜の水戸藩預かり・蟄居が決定すると、これに不満を抱く旧幕府の将士の中には江戸を脱出する者が相次いだ。榎本武揚は海軍を率いて館山に入り、大鳥圭介は陸軍を率いて市川に入り、福田道直は新制歩兵隊である撒兵隊を率いて木更津に入った。
江戸城開城の翌日である12日に撒兵隊2,000を率いて木更津に着いた福田は、大鳥が市川の国府台にいるとの報を受けて市川の増援のためにまず江原鋳三郎の第1大隊に兵300を与えて中山法華経寺に派遣し、続いて第2大隊・第3大隊の兵600を船橋大神宮に派遣してここを撒兵隊の本営とした。ところが、現地に着いてみると幕府軍は全く存在していなかったのである。これは11日に新撰組副長であった土方歳三が大鳥と合流し、流山で局長近藤勇が新政府軍に捕らえられた事を知った大鳥が市川滞在に危惧を抱き、日光山で会津藩と連携して新政府軍に抵抗する作戦に変更して、撒兵隊が木更津に入った12日には既に全軍市川から離れて北に向かっていたのである。
大鳥が北に逃れたと聞いていた新政府軍にとっても撒兵隊の出現は予想外であり、直ちに千住宿を守備していた岡山藩に撒兵隊の武装解除を命じた。4月25日から八幡で武装解除の交渉が行われ、翌日には3日以内の武装解除を撒兵隊先鋒の江原に命じた。江原は大鳥隊との連携の可能性が無くなった以上、単独での江戸奪還は困難と考えて徳川家の家名再興が許されるのならば武装解除やむなしとしてこれを受け入れた。ところが、陣中に戻った江原がこの意向を伝えたところ、隊内の強硬派の突き上げを受けて武装解除の議論はまとまらなかった。
これに対して新政府軍は市川・国府台近くの弘法寺に本陣を置いて、行徳に福岡藩100、八幡に岡山藩他100、鎌ケ谷に佐土原藩200、本陣のある市川には安濃津藩400（一部徳島藩の援軍含む）が配備された。4藩の隊長は4月28日に軍議を開き、閏4月1日までに武装解除に応じなければ攻撃を開始する意向を固めた。翌閏4月2日、4藩は最後通告を発したものの、撒兵隊はこれを拒否する。江原は新政府軍の総攻撃が近いと考えて先手を打つことにした。

## 戦闘の経過
閏4月3日の早朝午前5時頃、撒兵隊が八幡の岡山藩陣地を攻撃した。不意を突かれた岡山藩兵は大混乱に陥った。安濃津藩の援軍が駆けつけて市川方面から砲撃を仕掛けたものの、岡山・安濃津藩軍は総崩れとなり市川にて大砲2門を奪われ、後方の弘法寺で攻防が行われた。この間に市川宿が炎上して127軒が炎上した。ところが、昼頃に急を聞いて駆けつけた松戸方面から岡山藩の増援が、新宿方面から安濃津藩・薩摩藩の援軍が駆けつけたために戦況は一転し、撒兵隊は八幡・中山を放棄して船橋に撤収しようとした。
一方、鎌ケ谷にいた佐土原藩軍は、八幡方面からの砲声を味方である岡山・安濃津藩が撒兵隊に攻撃を仕掛けたと（実際とは反対に）勘違いをして木下街道から馬込沢を経由して船橋方面に進軍しようとした。途中、佐土原藩軍を待ち受けていた撒兵隊の別働隊が待ち構えており、馬込沢と夏見で衝突、一部の兵士は迂回を試みて近くの金杉（夏見の東側）や行田（同西側）でも衝突した。撒兵隊を駆逐した佐土原藩軍は昼頃に船橋に突入した。だが、これは結果的には双方にとって想定外であった。佐土原藩軍は既に安濃津藩軍などが船橋に入っているものと思っていたのに対して実際には味方の兵が船橋にはおらず、逆に船橋大神宮の本営では江原が市川で新政府軍を打ち破っているという報を受けていたために敵が突然船橋に現れたことに動揺を来たしたのである。
やむなく佐土原藩軍は単独での攻撃を決意、船橋大神宮の西に大砲を設置し、別働隊を大神宮の南側と北側に配置して砲撃と同時に大神宮への攻撃を仕掛けた。佐土原藩軍と撒兵隊は大神宮の北側にある「宮坂」で衝突して激しい戦いが繰り広げられたものの、船橋大神宮が砲弾の直撃を受けて炎上したため、総崩れとなった。その頃、行徳を出た福岡藩軍は薩摩藩の援軍の力を借りて二俣を経由して船橋の入り口にあたる海神に進出、中山と船橋の連絡を遮断した。これを知らずに船橋に撤退しようとしていた市川・中山方面からの撒兵隊は挟み撃ちに遭ってしまい潰走、負傷した隊長の江原さえもが放置される有様であった。更に船橋の街中で撒兵隊の残党がなおも抵抗を続けたために佐土原藩軍は船橋宿に火を放った。これが先の大神宮の火災と折からの強風が重なって予想以上の大火災となり、船橋を構成する3村で814軒が焼失してしまった。幸いな事に翌日の激しい雨の影響で火災は鎮火され、新政府軍は船橋の完全な制圧に成功したのである。公式の資料に明らかになっている死者は新政府側20名・旧幕府側13名だと言われている。

## その後
その翌日には新政府の特使として柳原前光が市川に入って被害状況などを確認した後、市川宿には金500両、町の中心部が悉く焼失した船橋宿には3,000両を下賜して両地域の住民が新政府に敵意を抱かないように配慮した。その後、新政府軍は木更津にいた福田と撒兵隊の主力を敗走させ、請西藩以外の房総諸藩は新政府に恭順の姿勢を示したのである。
なお、怪我をして現地に取り残された江原鋳三郎は、その後秘かに江戸に逃れて新政府側に投降し、新しく徳川家の当主となった徳川家達に仕えて静岡藩に下向、後に「江原素六」と改名して政治家・教育者として名を残すことになった。
また、明治7年（1874年）には千葉県令柴原和が政府の了解を得て、地元民が（朝敵である）旧幕府軍も含めた全て戦死者の供養を行う事を許可している。
この戦争によってそれまで船橋の漁師町に伝わってきた神輿や山車が全て焼失し、祭りが行えない時代が続いた。明治20年代後半から30年代初めになると疫病の流行や海難事故、不漁などの厄災が次々と発生し、祭りの再興の気運となった。1900年（明治33年）、漁師と住民らは厄払い、海上の安全、豊漁を祈願して船橋大神宮・八剱神社に神輿を奉納し、祭りを再興した。神輿と同時にばか面踊りも奉納され、船橋市の伝統行事として定着した。

## 関連作品
- 東郷隆　『下総市川宿の戦い』(『我餓狼と化す』実業之日本社文庫　収録)